# Kámen (Havlíčkův Brod)
Kámen är en ort i Tjeckien.   Den ligger i regionen Vysočina, i den centrala delen av landet, 90 km sydost om huvudstaden Prag. Kámen ligger 523 meter över havet och antalet invånare är 376.
Terrängen runt Kámen är platt.Runt Kámen är det ganska tätbefolkat, med 172 invånare per kvadratkilometer. Närmaste större samhälle är Havlíčkův Brod, 12,4 km söder om Kámen. Omgivningarna runt Kámen är en mosaik av jordbruksmark och naturlig växtlighet.